# Presa de Sabana Yequa
Presa de Sabana Yegua is een stuwdam ten behoeve van de watervoorziening en elektriciteitsopwekking en ligt in de municipio (gemeente) Sabana Yegua in de provincie Azua van de Dominicaanse Republiek. Hij ligt 53 kilometer ten noordwesten van de provinciehoofdstad Azua en 160 kilometer westelijk van de landhoofdstad Santo Domingo
Het voornaamste doel is de verzorging van een geregelde hoeveelheid water voor de landbouw over een gebied van 643,126 tarea (404,40 km2), energieopwekking en voorkoming van overstromingen. 
De US$ 80.000.000 kostende dam is in 1980 in gebruik genomen en door de Dominicaanse regering gefinancierd.

## Constructie en capaciteit
Studies en bouwbegeleiding werden uitgevoerd door de Italiaanse adviesbureau ITALCONSULT, en de civiele bouw is gedaan door ATKINSON.
De dam is gebouwd met aarde en stortsteen en heeft een waterdichte kern. De kroonlengte is 1,156 m, de hoogte boven de rivierbedding is 76 m waardoor de hoogte boven zeeniveau 406,10 m is.
De waterkering heeft twee overspanningen met een totale lengte van 242,70 m en een breedte van 184,30 m. De aflaat kan maximaal 7000 m³/sec water verwerken. 
De voeding geschied hoofdzakelijk door de rivieren Yaque del Sur en de Cuevas met zijrivieren. De totale capaciteit van het reservoir is 354.200.000 m³ waarvan 19,5 miljoen m³ dood volume (onbruikbaar minimum).
Het water wordt via een druktunnel en persleiding naar de turbine en generator gestuurd, met een voorziening voor het lozen van water in het irrigatiekanaal in geval van storingen of onderhoud aan de centrale.
De druktunnel heeft een lengte van 341 meter met een diameter van 5,20 m en de persleiding is 224 m lang met een diameter van 2,40 m.
De ingangshoogte is 334,10 m en uitgangshoogte 327 m boven de zeespiegel. 
Hiermee levert de turbine 13 MWh en de generator 16 MWh, met een maximale waterkolom van 67,5 m.
De afvoerleiding bestaat uit twee tunnels met een lengte van 612 meter en een diameter van 5,40 meter met een maximale stroom van 600 m³/sec.
Het laatste deel is een uitloopkanaal dat het water in de Yaque del Sur loost ten behoeve van irrigatie.

## Schade
Door de Orkaan David op 31 oktober 1979, vulde het reservoir sneller dan men had verwacht en veroorzaakte veel schade en slachtoffers.
Door de Orkaan George is in september 1998 een kritieke situatie ontstaan waardoor de kleppen moesten worden geopend en grote hoeveelheden water de stad Tamayo overstroomden. Tijdens deze actie zijn de damdeuren beschadigd en is het niveau van het meer gezakt waardoor problemen met de watervoorziening ontstonden.